# Sofie Zdebel
Sofie Zdebel (8 augustus 2004) is een voetbalspeelster uit Duitsland. Ze speelt als middenvelder voor Bayer 04 Leverkusen in de Bundesliga.

## Carrière
Sofie Zdebel begon haar carrière bij amateurclub SV Altenberg. Verder speelde ze als amateur voor SV Bergisch Gladbach 09. In 2020 kreeg ze een contract aangeboden bij Bundesliga club Bayer 04 Leverkusen. Op 20 december 2020 maakte ze voor het eerst deel uit van de selectie van het eerste elftal van de club uit Noordrijn-Westfalen. Op 5 maart 2021 maakte Zdebel haar debuut in de Bundesliga door in de 63ste minuut in te vallen voor Sylwia Matysik.

## Statistieken
| Seizoen | Club                | Competitie | Competitie | Competitie | Beker | Beker | Overig | Overig | Totaal | Totaal |
| Seizoen | Club                | Competitie | Wed.       | Dlp.       | Wed.  | Dlp.  | Wed.   | Dlp.   | Wed.   | Dlp.   |
| ------- | ------------------- | ---------- | ---------- | ---------- | ----- | ----- | ------ | ------ | ------ | ------ |
| 2020/21 | Bayer 04 Leverkusen | Bundesliga | 4          | 0          | 5     | 2     | 0      | 0      | 4      | 0      |
| 2021/22 | Bayer 04 Leverkusen | Bundesliga | 10         | 0          | 1     | 0     | 0      | 0      | 11     | 0      |
| 2022/23 | Bayer 04 Leverkusen | Bundesliga | 13         | 0          | 2     | 0     | 0      | 0      | 15     | 0      |
| 2023/24 | Bayer 04 Leverkusen | Bundesliga | 15         | 0          | 3     | 0     | 0      | 0      | 18     | 0      |
| Totaal  | Totaal              | Totaal     | 42         | 0          | 6     | 0     | 0      | 0      | 48     | 0      |

Bijgewerkt t/m 27 maart 2024.

## Interlandcarrière
Sofie Zdebel maakte deel uit van de selectie van Duitsland onder 19 op het EK 2022. Op dit toernooi wist Duitsland niet voorbij de groepsfase te geraken.

## Persoonlijk
Sofie Zdebel is de dochter van oud-voetballer en voetbaltrainer Thomas Zdebel.
1 Voll ·
2 Ostermeier ·
3 Friedrich ·
4 Bragstad ·
5 Levels ·
6 Piljić ·
7 Kramer ·
8 Bartz ·
9 Kehrer ·
10 Hansen ·
11 Kögel ·
12 Mickenhagen ·
13 Haim ·
14 Bragstad ·
16 Zdebel ·
17 Jorde ·
18 Vilhjálmsdóttir ·
19 Bender ·
20 Gonzalez ·
21 Marin ·
23 Bodoy ·
24 Turányi ·
27 Repohl ·
28 Menglu ·
27 Daedelow ·
34 Moll ·
56 Vidal ·
Coach: Pätzold